# IC 3986
IC 3986 је спирална галаксија у сазвјежђу Кентаур која се налази на листи објеката дубоког неба у Индекс каталогу.
Деклинација објекта је - 32° 17' 29" а ректасцензија 13h 1m 32,2s. Привидна величина (магнитуда) објекта IC 3986 износи 12,3 а фотографска магнитуда 13,3. Налази се на удаљености од 59,819 милиона парсека од Сунца. IC 3986 је још познат и под ознакама ESO 443-32, MCG -5-31-16, AM 1258-320, PGC 44905.